# Pillara karuah
Pillara karuah là một loài nhện trong họ Stiphidiidae.
Loài này thuộc chi Pillara. Pillara karuah được M.R. Gray & H. M. Smith miêu tả năm 2004.